# Ostritz
Ostritz (hornolužickosrbsky Wostrowc, česky zastarale Ostřice) je město v Horní Lužici v německé spolkové zemi Sasko. Nachází se v zemském okrese Zhořelec a má přibližně 2 200 obyvatel. Leží na západním břehu Lužické Nisy, na hranicích s Polskem, naproti polské Bogatyni.
Město leží na Niské dráze, ale část trati u Ostritze i s nádražím připadla po druhé světové válce Polsku, což způsobovalo v dobách před zavedením Schengenského prostoru komplikace.
Nedaleko města se nachází klášter Marienthal.

## Partnerská města
- Schloß Holte-Stukenbrock, Německo